# Chủ nghĩa hữu thần

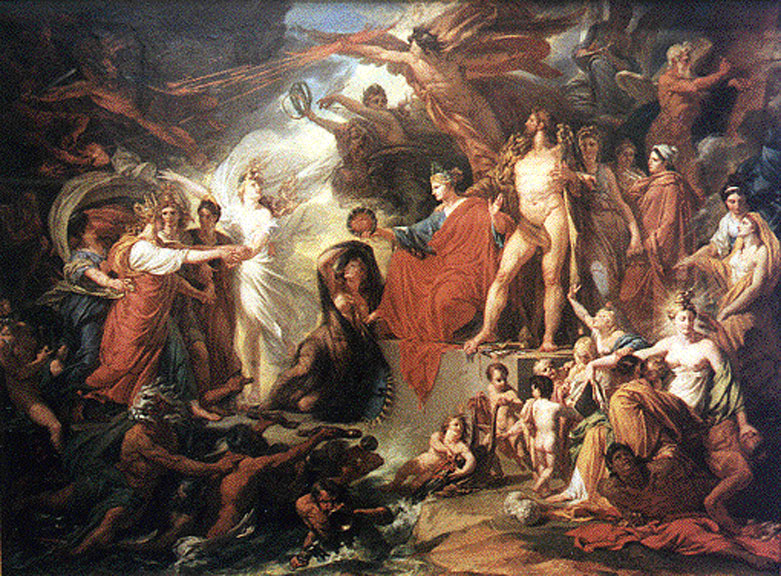
Chúa trong The Triumph of Civilization (1793) của Jacques Réattu.

Chủ nghĩa hữu thần, trong lĩnh vực tôn giáo học so sánh, là thuật ngữ đối lập với vô thần, dùng để chỉ chung những niềm tin vào sự tồn tại của một hay nhiều vị thần. Theo cách nói phổ thông, hoặc khi so sánh tương phản với thần giáo tự nhiên, thuật ngữ này thường được dùng để mô tả quan niệm cổ điển về Chúa Trời được thấy trong các tôn giáo độc thần hoặc đa thần; một niềm tin vào một hoặc nhiều vị thần mà không hề chối bỏ phép mặc khải và xem nó là một đặc tính của thần giáo tự nhiên.